# Niky Kamran
Niky Kamran (nacido el 22 de mayo de 1959) es un matemático belga y canadiense cuyas investigaciones se refieren al análisis geométrico, la geometría diferencial y la física matemática .  Es profesor James McGill en el Departamento de Matemáticas y Estadística de la Universidad McGill . 

## Temprana edad y educación
Kamran nació en Bruselas, Bélgica. Obtuvo una licenciatura en matemáticas de la Universidad libre de Bruselas en 1980.  Se mudó a Canadá para realizar estudios de posgrado y obtuvo un doctorado. en 1984 de la Universidad de Waterloo ; su disertación, titulada Contribuciones al estudio de la separación de variables y operadores de simetría para ecuaciones de ondas relativistas en el espacio-tiempo curvo, fue supervisada conjuntamente por Raymond G. McLenaghan y Robert Debever. 

## Carrera
En 1986 se convirtió en profesor asistente en Waterloo pero luego, después de pasar un año como miembro del Instituto de Estudios Avanzados de Princeton, Nueva Jersey, se mudó a McGill en 1989. Fue ascendido a profesor titular en 1995 y se le otorgó la cátedra James McGill en 2003. Kamran ganó el Premio Aisenstadt en 1992.  Fue elegido miembro de la Royal Society of Canada  en 2002 y recibió una beca Killam de 2006 a 2008.  En 2012, se convirtió en uno de los miembros inaugurales de la Sociedad Matemática Estadounidense .  En 2014, Kamran fue el ganador del premio CRM-Fields-PIMS,  y en 2019 fue elegido miembro de la Real Academia de Ciencias, Letras y Bellas Artes de Bélgica .  Esa misma academia le había concedido en 1988 el premio de matemáticas de su concurso anual por unas memorias sobre el problema de equivalencia de Élie Cartan y sus aplicaciones. 